# Roeland Paardekooper

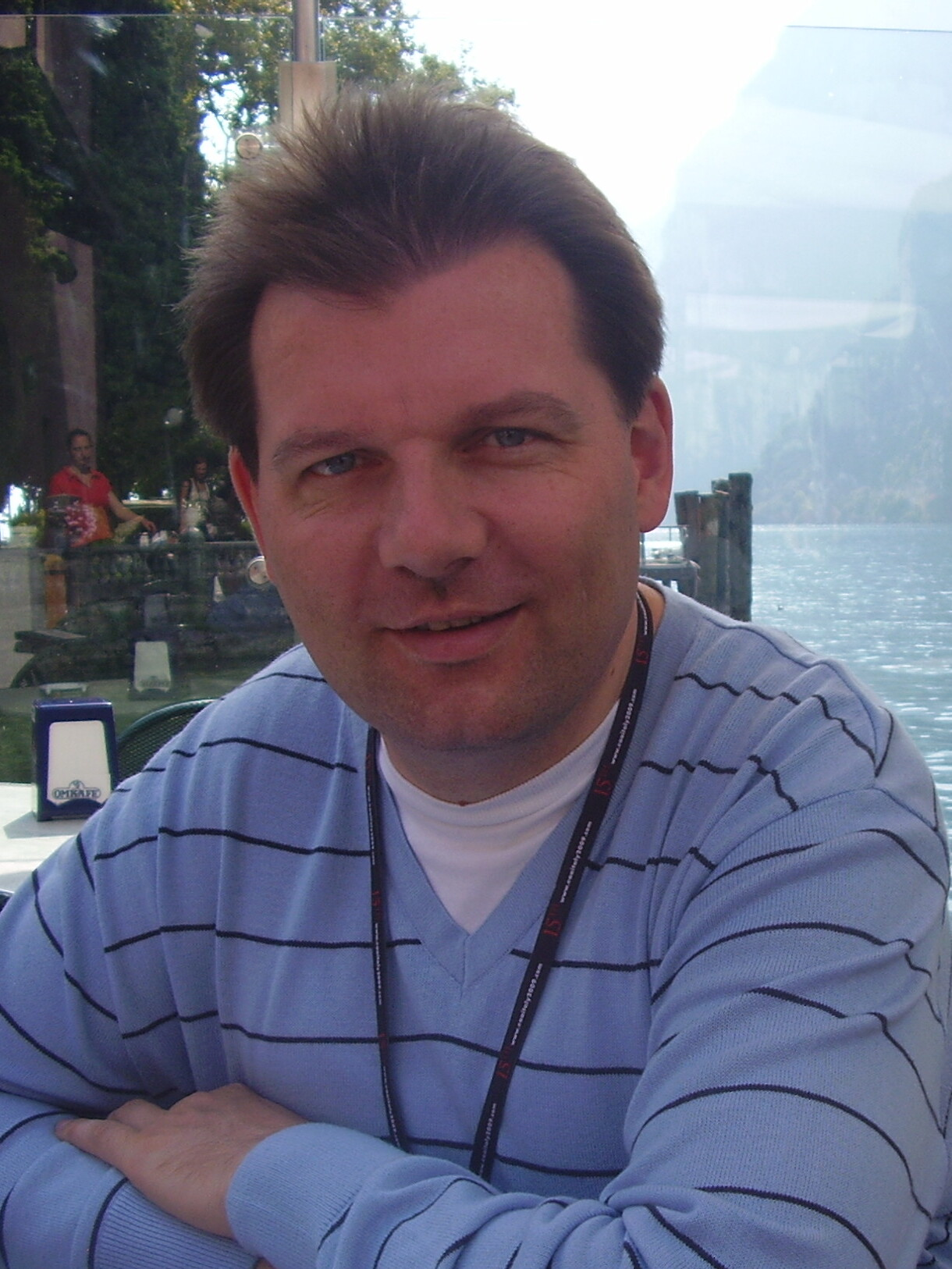
Roeland Paardekooper (2009)

Roeland Pieterszoon Paardekooper (* 17. März 1970 in Eindhoven) ist ein niederländischer Archäologe.

## Leben und Wirken
Paardekooper ist der Sohn des Linguisten und Hochschullehrers Petrus Cornelis Jozef Maria Paardekooper (1920–2013). Ab 1997 studierte er an der Universität Leiden Archäologie mit der Fachrichtung europäische Urgeschichte. Im Jahr 2012 promovierte er an der University of Exeter über archäologische Freilichtmuseen.
Seit 1981 arbeitete er am Historisch Openluchtmuseum Eindhoven. Im Zuge des EU-Projekts liveARCH veröffentlichte er zahlreiche Artikel über archäologische Freilichtmuseen. Gegenstand dieses Projekts war die Professionalisierung der archäologischen Freilichtmuseen in acht Ländern. Auch an der Gestaltung des Folgeprojekts OpenArch war Paardekooper maßgeblich beteiligt.
Daneben war Paardekooper Mitbegründer und bis 2023 Direktor der EXARC, einer internationalen Vereinigung internationaler Freilichtmuseen und Experimentalarchäologen. Der Verein hat mehr als 430 Mitglieder aus rund 25 Ländern und ist Mitglied des International Council of Museums (ICOM).
Von Oktober 2013 bis Mai 2016 war Paardekooper Leiter des Archäologischen Freilichtmuseums Oerlinghausen. Von Anfang 2021 bis Dezember 2022 war er als Nachfolger von Peter Vemming Hansen Museumsleiter am  Freilichtmuseum Middelaldercentret bei Nykøbing Falster auf der dänischen Insel Lolland.

## Ehrungen
Paardekooper spielte in Jahren 1995 bis 2003 eine maßgebliche Rolle beim Ausbau des Weltladens im Leidener Burgsteeg, wofür er im April 2012 von der Stadt Eindhoven geehrt wurde. Als jüngstem Dekorierten der Provinz Nordbrabant des Jahres 2012 wurde Paardekooper das Ritterkreuz des Ordens von Oranien-Nassau verliehen.
Im September 2015 wurde er für seinen Beitrag zur Professionalisierung der Archäologischen Freilichtmuseen auf den Gebieten Finanzmanagement, Interpretation und Öffentlichkeitsarbeit mit dem Museum Horizon Award des Interkontinentalen Museumsnetzwerks SAMP geehrt.

## Veröffentlichungen
- mit Jodi Reeves Flores: Experiments Past: Histories of Experimental Archaeology. Sidestone, Leiden 2014, ISBN 978-90-8890-251-2 (englisch).
- mit Penny Cunningham, Julia Heeb: Experiencing archaeology by experiment: proceedings of the Experimental Archaeology Conference, Exeter 2007. Oxbow, Oxford 2008, ISBN 978-1-84217-342-8 (englisch).
- The Value of an Archaeological Open-Air Museum is in its Use. Understanding Archaeological Open-Air Museums and their Visitors. Sidestone, Leiden 2012, ISBN 978-90-8890-103-4 (englisch, Dissertation an der Universität Exeter).